# Méprise multiple
Cet article possède un paronyme, voir Multiprise.
Série View Askewniverse
Les Glandeurs
(1995) Dogma
(1999)
Pour plus de détails, voir Fiche technique et Distribution.
Méprise multiple ou À la conquête d'Amy au Québec (Chasing Amy) est un film américain réalisé par Kevin Smith et sorti en 1997. Il s'agit du 3e long métrage de l'univers de fiction View Askewniverse. 
Le film reçoit des critiques globalement positives et rencontre un joli succès au box-office compte tenu de son faible budget de production.

## Synopsis
Holden McNeil a créé avec son ami Banky Edwards le comic Bluntman and Chronic sur deux super-héros inspirés de Jay et Silent Bob. Holden tombe amoureux d'Alyssa Jones, qui se dit lesbienne. Ils deviennent alors très bons amis, sauf que Holden ne le supporte pas et voudrait plus. Il lui avoue alors sa flamme. Bien que surprise, elle répond favorablement à ses avances. Puis, Holden découvre que le passé sexuel de sa petite amie est très rempli, notamment d'expériences avec plusieurs hommes. Il ne le supporte pas non plus et rompt la relation.

## Fiche technique
- Titre français : Méprise multiple
- Titre québécois : À la conquête d'Amy
- Titre original : Chasing Amy
- Réalisation et scénario : Kevin Smith
- Musique originale : David Pirner
- Photographie : David Klein
- Montage : Scott Mosier et Kevin Smith
- Décors : Robert Holtzman
- Costumes : Christopher Del Coro
- Producteurs : Scott Mosier et Kevin Smith

Producteurs délégués : Robert Hawk et John Pierson
- Sociétés de production : Too Askew Prod. Inc. et View Askew Productions
- Sociétés de distribution : Miramax (États-Unis), Acacias Films Productions (France)
- Pays d'origine :  États-Unis
- Langue originale : anglais
- Format : Couleurs Technicolor - 1,85:1 - Dolby Digital - 16 mm
- Budget : 250 000 $[1]
- Genre : comédie romantique
- Durée : 113 minutes
- Dates de sortie[2] : 
  - États-Unis  : 23 janvier 1997 (festival du film de Sundance)
  - États-Unis : 4 avril 1997 (sortie limitée)
  - France : 17 décembre 1997

## Distribution
Légende : Version Française = VF[réf. nécessaire] et Version Québécoise = VQ
- Ben Affleck (VF : Arnaud Arbessier ; VQ : Pierre Auger) : Holden McNeil
- Joey Lauren Adams (VQ : Linda Roy) : Alyssa Jones
- Ethan Suplee : un fan
- Jason Lee (VQ : Gilbert Lachance) : Banky Edwards
- Scott Mosier : un collectionneur de comics
- Casey Affleck : Little kid
- Dwight Ewell (VQ : François Sasseville) : Hooper X
- Guinevere Turner : Chanteuse
- Carmen Lee : Kim
- Brian O'Halloran : Jim Hicks, cadre 1
- Matt Damon : Shawn Oran, cadre 2
- Alexander Goebbel : le gosse du train
- Tony Torn : caissier
- Rebecca Waxman : Dalia
- Paris Petrick : Tory
- Jason Mewes (VQ : François L'Écuyer) : Jay
- Kevin Smith (VF : Jean-Pierre Michael ; VQ : Daniel Picard) : Silent Bob
- Joe Quesada : lui-même (non crédité)

## Production
Pour écrire le scénario du film, Kevin Smith s'inspire de sa propre expérience et de sa relation avec Joey Lauren Adams.
Pour le choix des acteurs, Kevin écrit les rôles principaux en pensant à ses proches Ben Affleck, Jason Lee et Joey Lauren Adams. Lorsqu'il parle du film au studio Miramax, ce dernier préfère des personnalités alors plus connues comme Jon Stewart, David Schwimmer et Drew Barrymore. Kevin Smith engage également Carmen Llywelyn, qui est alors la femme de Jason Lee.
Le tournage a lieu en avril 1996, principalement dans le New Jersey (Brick, Leonardo, Asbury Park, Keansburg, Middletown Township, Red Bank, Rumson, etc.) et également à New York.

## Bande originale
- Alive, interprété par Joey Lauren Adams
- Let's Go, interprété par Ernie Isley
- Live Wire, interprété par The Meters
- The Impression That I Get, interprété par The Mighty Mighty Bosstones
- Ain't Nothin' Goin' On But the Rent, interprété par Gwen Guthrie
- Run's House, interprété par Run-DMC
- My Stomp, My Beat, interprété par Vicki Sue Robinson
- It's Your Birthday, interprété par Luther Campbell
- Red Alert, interprété par K5
- Insomnia (Monster mix), interprété par Faithless
- Passion, interprété par K5
- I Don't Care, interprété par Flipp
- We're In It for the Money, interprété par Choreboy
- California, interprété par Liz Phair
- Jump Start, interprété par The Hang Ups
- Puppy Love, interprété par Barbara Lewis
- Prélude 2 en C mineur, composé par Jean-Sébastien Bach et interprété par Petra Haden
- Red, interprété par Petra Haden
- My Mama Never Taught Me How To Cook, interprété par Annette Peacock
- Lucky One, interprété par Soul Asylum
- Can't Do Nuttin' for Ya Man, interprété par Public Enemy
- Have You Seen Mary, interprété par Sponge
- Be Yourself, interprété par Whodini
- Stay, interprété par Coal
- Tube of Wonderful, interprété par David Pirner
- We 3, interprété par Soul Asylum

## Accueil

### Critique
Le film reçoit globalement de bonnes critiques. Sur l'agrégateur américain Rotten Tomatoes, il enregistre 87% d'opinions favorables pour 84 critiques et une note moyenne de 7,4⁄10. Sur Metacritic, il obtient une note moyenne de 71⁄100 pour 28 critiques.
Quentin Tarantino a déclaré qu'il s'agissait d'un de ses films préférés de 1997.

### Box-office
Aux États-Unis, le film enregistre 12 021 272 $ de recettes, pour un budget de 250 000 $,.

## Distinctions

### Récompenses
- Prix de l'actrice la plus prometteuse (Joey Lauren Adams), lors des Chicago Film Critics Association Awards 1998[9].
- Prix du meilleur scénario et du meilleur second rôle masculin (Jason Lee) lors des Independent Spirit Awards 1998.
- Prix de l'actrice la plus prometteuse (Joey Lauren Adams), lors des Las Vegas Film Critics Society Awards 1998.

### Nominations
- Nomination au prix du meilleur film étranger en langue anglaise lors des British Independent Film Awards 1997.
- Nomination au Golden Globe 1998 de la meilleure actrice dans un film musical ou une comédie (Joey Lauren Adams).
- Nomination au prix du meilleur film lors des Independent Spirit Awards 1998.

## Clins d’œil et références
- Silent Bob dit à Jay : « What he doesn't know about him could just about fill the Grand Canyon » (en français « Ce que tu ne sais pas sur lui pourrait remplir le Grand Canyon »). Dans Butch Cassidy et le Kid (1969), Robert Redford dit la même chose à Paul Newman.
- Certains personnages de ce film apparaissent dans Jay et Bob contre-attaquent, un film suivant de Kevin Smith. Il y est question de l'adaptation cinématographique de Bluntman and Chronic, la BD créée par Holden et Banky. Holden conseille Jay et Bob qui veulent toucher de l'argent. Puis ils se rendent à Hollywood trouver Banky et arrêter le tournage du film. À la fin du film, on les voit sortir du cinéma qui projette Bluntman & Chronic - Le film. Alyssa Jones, accompagné de sa sœur Tricia (qui apparaissait dans Les Glandeurs), dit qu'« ils auraient mieux fait de sortir Méprise Multiple »
- Le logo du Comic-Con de Manhattan précise que l'évènement est organisé par Flanagan Events. C'est une référence à Walter Flanagan, qui jouait plusieurs rôles dans Clerks : Les Employés modèles (1994) et Les Glandeurs (1995)[4]. Il devait tenir le rôle de Walt "the fan boy", mais ses scènes ont été supprimées.
- Le comic book de Banky, intitulé Baby Dave, est une référence à David Klein, directeur de la photographie sur Clerks : Les Employés modèles (1994), Les Glandeurs (1995) et Méprise multiple.
- Quand Holden et Alyssa sortent ensemble, il y a une machine de jeux d'arcade dont le nom est "Gottlieb". Carl Gottlieb est le coscénariste de Les Dents de la mer (1975), l'un des films préférés de Kevin Smith. Dans le film, il y a d'autres références à ce film, notamment dans une scène où Banky et Alyssa comparent leurs cicatrices.
- Carmen Lee (Carmen Llywelyn) qui joue Kim, la petite amie lesbienne d'Alyssa, était la femme de Jason Lee.
- Dans une scène, Holden parle d'un école appelée Hudson. C'est la vraie école dans laquelle Kevin Smith et Jason Mewes (Jay) ont été diplômés.
- Kevin Smith a réellement écrit et publié 3 histoires de Bluntman and Chronic, le comic du film. À la fin de chaque histoire, ce sont les personnages du film, Holden McNeil et Banky Edwards, qui sont crédités comme auteurs.
- Les noms des personnages de Holden McNeil et Banky Edwards sont des références à Holden Caulfield et Ed Banky, deux personnages de L'Attrape-cœurs, un roman de J. D. Salinger publié en 1951 aux États-Unis.
- Le titre de l'album de Britney Spears If U Seek Amy est une réplique de la version originale de ce film.
- Le personnage de Silent Bob (incarné par Kevin Smith), bien qu'il ne parle pas beaucoup dans les films dans lequel il apparaît, tient ici l'un de ses plus longs discours[4].